# FC Dinamo București
El FC Dinamo București o Dinamo de Bucarest és un dels clubs de futbol més importants de Romania, actual campió de la Liga I, la lliga romanesa de primera divisió. Es disputa amb el Rapid de Bucarest i l'Steaua de Bucarest la supremacia futbolística a la capital del país.

## Història

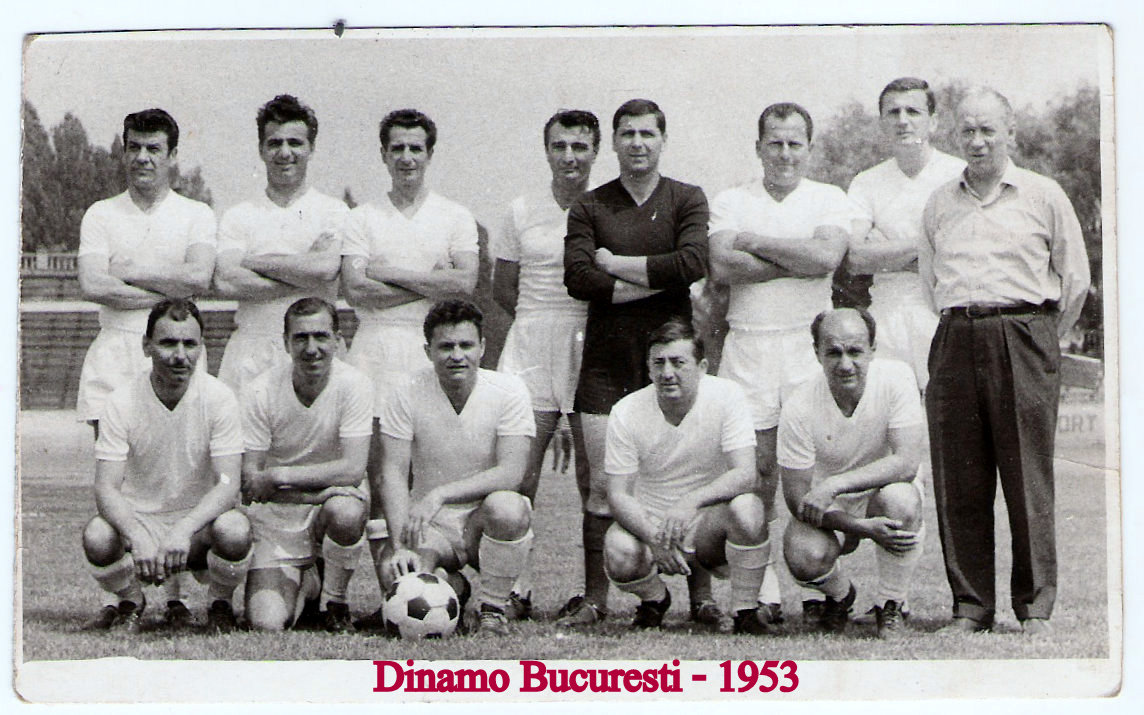
Dinamo Bucharest el 1953

El 25 de maig de 1919 nasqué el Maccabi București, que acabada la Segona Guerra Mundial esdevingué Ciocanul Bucureşti.
El 14 de maig de 1948, un club fundat el gener del mateix any, l'Unirea Tricolor MAI, que pertanyia al Ministeri d'Administració i Interior de Romania s'uní amb el Ciocanul i formà el CS Dinamo București, el club representatiu de l'esmentada institució. El 1992 es convertí en FC Dinamo București.

## Palmarès
- Lliga romanesa de futbol (18): 1955, 1962, 1963, 1964, 1965, 1971, 1973, 1975, 1977, 1982, 1983, 1984, 1990, 1992, 2000, 2002, 2004, 2007
- Copa romanesa de futbol (12): 1959, 1964, 1968, 1982, 1984, 1986, 1990, 2000, 2001, 2003, 2004, 2005
- Supercopa romanesa de futbol (1): 2004-05

## Entrenadors destacats
- Angelo Niculescu, que guanyà dues lligues el 1955 i 1965
- Nicolae Nicușor Dumitru, sis lligues el 1962, 1964, 1971, 1975, 1983 i 1984
- Ion Nunweiller, dues lligues el 1973 i 1977
- Mircea Lucescu, dues copes i una lliga
- Cornel Dinu, una lliga el 2000 i una copa el 2001

## Jugadors destacats
| Anys 50 - Titus Ozon - Alexandru Ene - Nicolae Panait - Vasile Anghel Anys 60 - Florea Dumitrache - Constantin Frățila - Lica Nunweiller - Radu Nunweiller - Ion Haidu - Ion Nunweiller - Spiridon Niculescu - Vasile Gergely | Anys 70 - Cornel Dinu - Dudu Georgescu Anys 80 - Mircea Lucescu - Dorin Mateuţ - Rodion Camataru - Dumitru Moraru - Ion Marin - Adrian Bumbescu - Gheorghe Mulțescu - Costel Orac - Ioan Andone - Mircea Rednic - Cornel Țălnar - Michael Klein | Anys 90 - Bogdan Stelea - Ionuț Lupescu - Ioan Sabău - Dănuţ Lupu - Florin Raducioiu - Florin Prunea - Gheorghe Mihali - Dorinel Munteanu - Viorel Moldovan - Sulejman Demollari - Arben Minga | Anys 2000 - Adrian Mihalcea - Catalin Hîldan - Marius Niculae - Florentin Petre - Ionel Danciulescu - Liviu Ciobotariu - Cosmin Contra - Adrian Mutu - Claudiu Niculescu |